# Bertel Strömmer

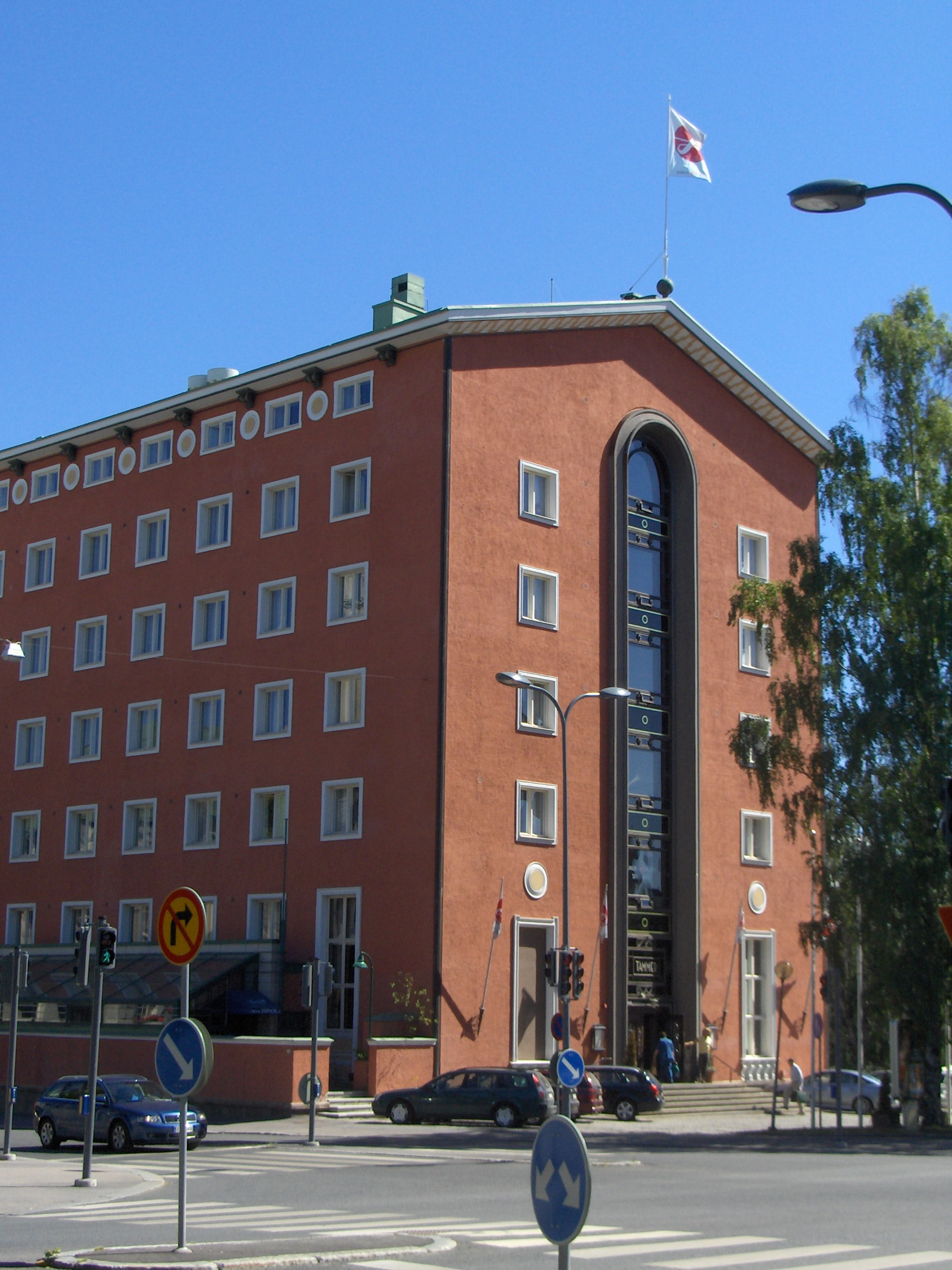
Hotel Tammer i Tammerfors.

Bertel Evert Strömmer, född 11 juli 1890 i Ikalis, död 18 april 1962 i Tammerfors, var en finländsk arkitekt. Strömmer arbetade som Tammerfors stadsarkitekt åren 1918—1953 och de flesta av hans verk ligger i Tammerfors. Strömmer ritade såväl privata som allmänna byggnader. Till Strömmers mest kända verk hör Grand Hotel Tammer, Tammerfors busstation samt stadshuset i Kemi.
Bertel Strömmer var son till apotekare Sven Evert Strömmer och hans hustru Elin Ida Fredrika Fabritius. Han tog studenten år 1908 och utexaminerades som arkitekt år 1913. År 1914 gifte Strömmer sig med Ros-Mari Nordenswan som han fick åtta barn tillsammans med.

## Verk
- Grand Hotel Tammer, Tammerfors, 1928
- Björneborgs vattentorn, 1935
- Tammerfors busstation, 1938
- Tempohuset, Tammerfors, 1938
- Stadshuset i Kemi, 1940
- Merikoski kraftverk, Uleåborg, 1941–47
- Huberska huset, Tammerfors, 1947–48